# Simula
Simula este numele a două limbaje de programare de simulare, Simula I și Simula 67, dezvoltate în anii 1960 la Centrul Norvegian de Calcul din Oslo, de Ole-Johan Dahl și Kristen Nygaard. Sintactic, este un superset aproximativ al ALGOL 60,  și a fost, de asemenea, influențat de designul Simscript. Simula 67 a introdus obiecte,  clase,  moștenire și subclase,  proceduri virtuale,:coroutine, 9.2  și simularea evenimentelor discrete,  și colectarea de gunoi prezentată.  Alte forme de subtipare (pe lângă moștenirea subclaselor) au fost introduse în derivatele Simula. Simula este considerat primul limbaj de programare orientat pe obiecte. După cum sugerează și numele, prima versiune Simula din 1962 a fost concepută pentru a face simulări; Cu toate acestea, Simula 67 a fost conceput pentru a fi un limbaj de programare cu scop general și a oferit cadrul pentru multe dintre caracteristicile limbajelor orientate pe obiecte de astăzi. Simula a fost utilizat într-o gamă largă de aplicații, cum ar fi simularea proiectelor de integrare la scară foarte mare (VLSI), modelarea proceselor, protocoalele de comunicare, algoritmii și alte aplicații, cum ar fi tipărirea, grafica pe computer și educația. Influența Simula este adesea subestimată, iar obiectele de tip Simula sunt reimplementate în C++, Object Pascal, Java, C# și multe alte limbaje. Informaticieni precum Bjarne Strousurp, creatorul C++ și James Gosling, creatorul Java, au recunoscut Simula ca fiind o influență majoră. Următoarea relatare se bazează pe eseul istoric al lui Jan Rune Holmevik.
Kristen Nygaard a început să scrie programe de simulare pe computer în 1957. Nygaard a văzut nevoia unei modalități mai bune de a descrie eterogenitatea și funcționarea unui sistem. Pentru a merge mai departe cu ideile sale despre un limbaj informatic formal pentru descrierea unui sistem, Nygaard și-a dat seama că avea nevoie de cineva cu mai multe abilități de programare pe computer decât avea el. Ole-Johan Dahl i sa alăturat lucrării sale în ianuarie 1962. Decizia de a lega limba la ALGOL 60 a fost luată la scurt timp după. Până în mai 1962, au fost stabilite principalele concepte pentru un limbaj de simulare. SIMULA I s-a născut, un limbaj de programare cu scop special pentru simularea sistemelor de evenimente discrete. Kristen Nygaard a fost invitată să viziteze Eckert–Mauchly Computer Corporation la sfârșitul lunii mai 1962 în legătură cu comercializarea noului lor computer UNIVAC 1107. La acea vizită, Nygaard a prezentat ideile Simula lui Robert Bemer, directorul de programare a sistemelor la Univac. Bemer a fost un mare fan ALGOL și a găsit proiectul Simula convingător. Bemer a fost și președintele unei sesiuni la cea de-a doua conferință internațională privind prelucrarea informațiilor găzduită de Federația Internațională pentru Prelucrarea Informației (IFIP). El l-a invitat pe Nygaard, care a prezentat lucrarea „SIMULA – An Extension of ALGOL to the Description of Discrete-Event Networks”.Centrul de calcul norvegian a primit un UNIVAC 1107 în august 1963 la o reducere considerabilă, la care Dahl a implementat SIMULA I în baza unui contract cu UNIVAC. Implementarea sa bazat pe compilatorul UNIVAC ALGOL 60. SIMULA Am fost pe deplin operațional pe UNIVAC 1107 până în ianuarie 1965. În următorii câțiva ani, Dahl și Nygaard au petrecut mult timp predând Simula. Simula s-a răspândit în mai multe țări din întreaga lume, iar SIMULA I a fost implementat ulterior pe alte computere, inclusiv pe Burroughs B5500 și pe rusul Ural-16. În 1966, C. A. R. Hoare a introdus conceptul de construcție a clasei de înregistrare, pe care Dahl și Nygaard l-au extins cu conceptul de prefixare și alte caracteristici pentru a îndeplini cerințele lor pentru un concept de proces generalizat. Dahl și Nygaard și-au prezentat lucrarea despre declarațiile de clasă și subclasă la Conferința de lucru IFIP privind limbajele de simulare din Oslo, mai 1967. Această lucrare a devenit prima definiție formală a Simula 67. În iunie 1967, a avut loc o conferință pentru a standardiza limbajul și a iniția o serie de implementări. Dahl a propus să unifice conceptul de tip și de clasă. Acest lucru a dus la discuții serioase, iar propunerea a fost respinsă de consiliu. Simula 67 a fost standardizat oficial la prima întâlnire a Grupului de Standarde Simula (SSG) din februarie 1968.